# Ліпняк (гміна Коцьк)
Ліпняк (пол. Lipniak) — село в Польщі, у гміні Коцьк Любартівського повіту Люблінського воєводства.
Населення — 85 осіб (2011).
У 1975-1998 роках село належало до Люблінського воєводства.

## Демографія
Демографічна структура станом на 31 березня 2011 року:
|          | Загалом | Допрацездатний вік | Працездатний вік | Постпрацездатний вік |
| -------- | ------- | ------------------ | ---------------- | -------------------- |
| Чоловіки | 39      | 7                  | 27               | 5                    |
| Жінки    | 46      | 14                 | 20               | 12                   |
| Разом    | 85      | 21                 | 47               | 17                   |